# Ptychophyllum plicatulum
Ptychophyllum plicatulum là một loài thực vật có mạch trong họ Hymenophyllaceae. Loài này được (Kaulf.) C. Presl miêu tả khoa học đầu tiên năm 1843.